# イジー・マレツ
イジー・マレツ（Jiři Malec、1962年11月24日 - ）は、チェコスロバキアの元スキージャンプ選手で1985年から1990年に国際大会で活躍した。現在では主流になったV字ジャンプのパイオニアの1人でもある。

## プロフィール
1970年頃からジャンプを始め、幼少期からスキーの全部を開いた、後に主流となるV字ジャンプを実践していた。
1987年冬季ユニバーシアード大会（チェコスロバキア・ストラプスケプレソ）では90m級個人、団体でともに優勝、2冠となった。
彼の最もよく知られた実績は1988年のカルガリーオリンピックの70m級個人で銅メダルを獲得したことであるが、このメダルは史上初の「V字ジャンプでの五輪メダル」でもある。
1989年ノルディックスキー世界選手権(フィンランド・ラハティ）では70m級19位の成績を残した。スキージャンプ・ワールドカップでは3位が最高位で、総合では1988/89シーズンの29位が最高だった。このシーズンに同じくV字ジャンパーのヤン・ボークレブが総合優勝に輝くなど一躍脚光を浴びたため、V字ジャンプのパイオニアの1人としてマレツが語られることは少ない。
1989-1990年のシーズンを最後に現役を引退した。